# Vabalninkas
Vabalninkas est une ville de Lituanie située dans l’apskritis de Panevėžys.

## Démographie
En 2005 sa population était d'environ 1 200 habitants.